# Friedrich Georg Wilhelm von Struve
Friedrich Georg Wilhelm von Struve (v Rusku Vasilij Jakovlevič Struve; 15. dubna 1793 Altona u Hamburku – 23. listopadu 1864 Pulkovo u Petrohradu) byl ruský astronom a geodet německého původu. V roce 1839 založil poblíž Petrohradu Pulkovskou observatoř. Zabýval se především výzkumem dvojhvězd, sestavil jejich katalog. Jako první také změřil vzdálenost hvězdy Vega. Na jeho popud byl vytvořen tzv. Struveho geodetický oblouk, který sloužil k určení přesných rozměrů Země pomocí poledníku.
Struve stál také u zrodu významné dynastie ruských astronomů a veřejných činitelů, mezi které patřili např. jeho vnuk Pjotr Berngardovič Struve či pravnuk Otto Ludwigovič Struve.

## Život
Friedrich Georg Wilhelm Struve (šlechtický titul získal až roku 1831) se narodil v německé rodině v dánské Altoně (dnes území Německa, součást Hamburku). Jeho otec, matematik Jacob Struve (1755-1841), zde působil jako ředitel gymnázia.
Roku 1808 utekl Friedrich Struve z Německa kvůli hrozbě násilného naverbování do Napoleonovy armády do ruského Děrptu (dnes estonské Tartu). Zde získal filologické vzdělání a za svou dizertační práci De studiis criticis et grammaticis apud Alexandrinos získal dokonce zlatou medaili. Poté během tří let vystudoval astronomii, kterou zakončil roku 1813 dizertační prací De geographicae Speculae Dorpatensis positione. Po skončení studií začal na Děrptské univerzitě vyučovat a pracovat v její observatoři.
Roku 1815 si ve své rodné Altoně vzal Emilie Wall (1796-1834), s níž zplodil 12 dětí (dospělosti se dožilo 8).
Od roku 1819 byl řádným profesorem Děrptské univerzity a také ředitelem Děrptské observatoře. Během dvacetiletého působení v čele této instituce ji vybavil na svou dobu prvotřídními zařízeními: Fraunhoferovým refraktorem a heliometrem firmy Repsold. Mezi lety 1824-1837 provedl mikrometrická měření 2714 dvojhvězd.

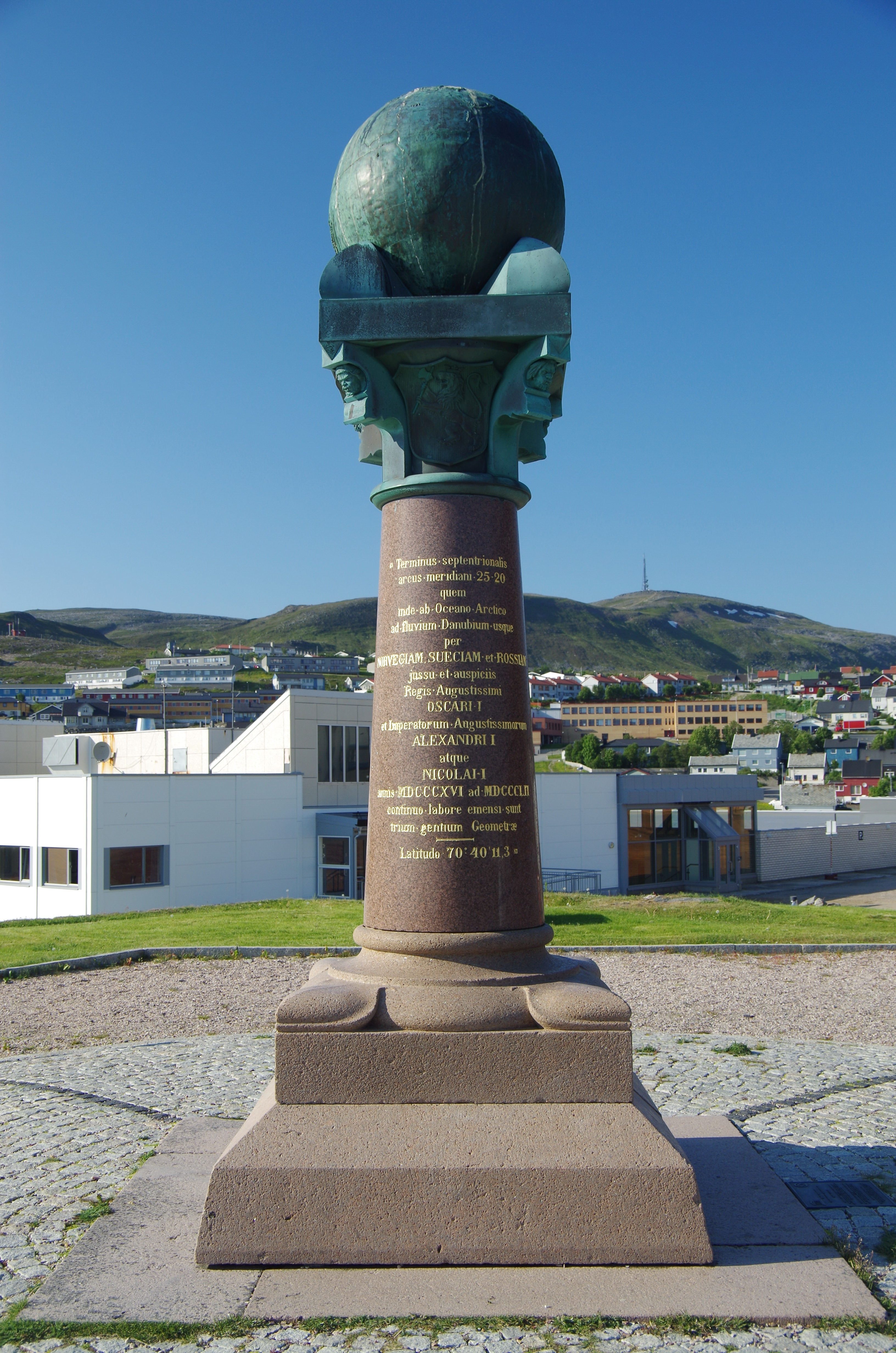
Nejsevernější bod Struveho geodetického oblouku v norském Hammerfestu

V roce 1830 byla caru Mikuláši I. Pavloviči prezentována Struveho studie o cílech nové velké astronomické observatoře pod Petrohradem. Car s jeho návrhy souhlasil, a tak měl Struve hlavní slovo při výstavbě Pulkovské observatoře, zbudované mezi lety 1833-1839. Hned nato se stal jejím prvním ředitelem.
Po smrti své první ženy (1834) se oženil s Johannou Bartels (1807-1867), dcerou ruského matematika německého původu Martina Bartelse. Z tohoto manželství vzešlo dalších 6 dětí (otce přežily 4).
Díky jeho úsilí byla Pulkovská observatoř vybavena špičkovým zařízením (mj. např. tehdy největším refraktorem na světě s 38centimetrovým objektivem). Pod Struveho vedením bylo provedeno stupňové měření poledníkového oblouku, jež přineslo důležité poznatky k určení formy a rozměru Země (viz Struveho geodetický oblouk).
Stál také za vznikem systému astronomických konstant, který získal celosvětové uznání a používal se asi 50 let. Pomocí přístroje, který sám navrhl, prokázal trvalou aberaci světla.
V oblasti hvězdné astronomie objevil, že hvězdy jsou směrem k centru galaxie mnohem blíže k sobě. Zároveň teoreticky popsal existenci a míru mezihvězdného pohlcování světla. Velkou pozornost věnoval Struve studiu dvojhvězd. Jejich katalogy, které sestavil, byly publikovány v letech 1827 a 1852. Struve také roku 1837 podnikl jedno z historicky prvních úspěšných měření roční paralaxy hvězdy (Vegy a souhvězdí Lyry). V polovině 19. století se podílel na založení Lisabonské astronomické observatoře.
Po Struvem byl roku 1964 pojmenován kráter na viditelné straně Měsíce. Jméno dynastie Struve nese planetka č. 768 Struveana.